# Amphibia (TV-serie)
Amphibia är en amerikansk animerad äventyrs-TV-serie skapat av Matt Braly som gick från den 17 juni 2019 till den 14 maj 2022 på Disney Channel.

## Handling
Serien följer den 13-åriga thailändsk-amerikanska tjejen Anne Boonchuys (Brenda Song, svensk röst: Amanda Jennefors) äventyr i landet Amfibia. Efter att Anne är peer pressad till att stjäla en mystisk speldosa på sin 13-årsdag, transporterar den magiskt henne och hennes två bästa vänner Sara Waybright (Anna Akana, svensk röst: Mikaela Tidermark Nelson) och Molly Wu (Haley Tju, svensk röst: Laura Jonstoij Berg) till världen Amfibia, en tropisk sumpmarks-ö full av antropomorfa amfibier och hotande varelser, där de separeras (Anne transporteras till en liten sumpig skog, Sara till Toad Tower och Molly till Nytopia). Anne, efter att ha levt en månad i en grotta blir då erbjuden att bo hos familjen Plantar, en familj av grodor som består av den hetsiga unga grodan Skott (Justin Felbinger, svensk röst: Erik Wendt); det oförutsägbara och äventyrliga grodynglet Polly (Amanda Leighton, svensk röst: Josefin Götestam); och den överbeskyddande och traditionella farfarn Hop Pop (Bill Farmer, svensk röst: Anders Öjebo) som bor på en gård i staden Wartwood. När hon binder med sin nyfunna familj, lär Anne sig gradvis vad det innebär att vara en hjälte och utveckla en sann vänskap samtidigt som hon försöker hitta sina vänner och återvända hem. Saken blir dock lite komplicerad när Sara allierar med Kapten Grim (Troy Baker, svensk röst: Andreas Nilsson), ledare för de krigande paddorna av Toad Tower, som försöker erövra Wartwood.
I säsong två går Anne och familjen Plantar på en vägresa till Amfibiehuvudstaden, Nytopia, för att lära sig hemligheterna bakom Katastroflådan (speldosan) och hitta ett sätt att få Anne hem. Där återförenas Anne med Molly, som erbjuder sig att hjälpa till att återställa boxens makt genom en serie gamla prövningar, omedvetna om att Amfibias härskare, Kung Andrias (Keith David, svensk röst: Adam Fietz) i hemlighet har sina egna planer för dem. Samtidigt planerar Sara och Grim att invadera Nytopia och störta monarken, så att paddorna kan styra över hela Amfibia.
Under säsong tre transporteras Anne och familjen Plantar till Annes hem i förorterna i East Los Angeles. Anne måste nu hjälpa grodfamiljen att anpassa sig till den mänskliga världen och hålla sina identiteter hemliga, samtidigt som de söker efter ett sätt att återvända till Amfibia och stoppa Andrias invasion. I Amfibia leder Sara och Grim folket i Wartwood i ett uppror mot Andrias. Andrias börjar dock skicka styrkor till jorden för att eliminera Anne, samtidigt som Molly hålls i ett tillstånd av suspenderad animering inuti en stasiskapsel för framtida planer.

## Rollista (urval)
| Skådespelare (engelska) | Skådespelare (svenska)   | Rollfigur      |
| ----------------------- | ------------------------ | -------------- |
| Brenda Song             | Amanda Jennefors         | Anne Boonchuy  |
| Justin Felbinger        | Erik Wendt               | Skott Plantar  |
| Bill Farmer             | Anders Öjebo             | Hop Pop        |
| Amanda Leighton         | Josefin Götestam         | Polly Plantar  |
| Anna Akana              | Mikaela Tidermark Nelson | Sara Waybright |
| Haley Tju               | Laura Jonstoij Berg      | Molly Wu       |
| Troy Baker              | Andreas Nilsson          | Kapten Grim    |
| Keith David             | Adam Fietz               | Kung Andrias   |

## Säsonger
| Säsong | Säsong   | Avsnitt | Säsongsstart   | Säsongsavslutning |
| ------ | -------- | ------- | -------------- | ----------------- |
|        | Säsong 1 | 20      | 17 juni 2019   | 18 juli 2019      |
|        | Säsong 2 | 20      | 11 juli 2020   | 22 maj 2021       |
|        | Säsong 3 | 18      | 2 oktober 2021 | 14 maj 2022       |